# جوناس أوغوستو بوفي
جوناس أوغوستو بوفي (5 أكتوبر 1986 في البرازيل – )؛ هو لاعب كرة قدم كان يلعب كمهاجم.

## وصلات خارجية
- جوناس أوغوستو بوفي على موقع دوري كوريا الجنوبية (الإنجليزية)
- جوناس أوغوستو بوفي على موقع قاعدة بيانات كرة القدم.إي يو (الإنجليزية)
- جوناس أوغوستو بوفي على موقع Soccerway.com (الإنجليزية)
- جوناس أوغوستو بوفي على موقع عالم كرة القدم.نت (الإنجليزية)